# 코미디 세상만사
《코미디 세상만사》는 KBS 2TV에서 방송했던 코미디 프로그램인데 첫 회 방영분에서 부부간의 은밀한 사생활을 공개하고 성과 관련된 내용을 지나치게 선정적으로 묘사해 1995년 11월 15일 방송위원회로부터 '경고' 조치를 받았으며 2회(95년 11월 17일) 방영분에서는 성과 관련된 내용을 지나치게 상세히 묘사하여 1995년 12월 8일 방송위원회로부터 `시청자에 대한 사과 및 연출자의 3개월 연출정지' 징계 조치를 받았다.

## 개요
1995년 11월 10일 첫 회부터 2000년 4월 28일까지 KBS 2TV에서 방송된 정통 코미디 프로그램. 성인코미디를 지향하여 금요일 밤 9시 50분에 방송되었다. 이후 1996년 10월 19일부터 토요일 밤 9시로 이동했으나 같은 달 25일부터 일부 프로그램의 방송시간대 조정에 따라 그 해 12월 1일부터 일요일 밤 10시 5분으로 시간대가 변경됐지만 심야 시간대에 오락프로가 많다는 지적을 사자 1997년 3월 7일부터 금요일 밤 9시 50분으로 되돌아왔다.
그 뒤, KBS 금요극장의 신설에 따라 1997년 10월 26일부터 일요일 밤 11시 10분으로 이동했으나 SBS 이주일의 코미디쇼 등과의 경쟁에서 고전을 면치 못했으며 급기야 KBS 금요극장이 동시간대 MBC 베스트극장과의 겹치기 편성 논란 탓인지 물의를 사자 4회 만에 막을 내려 같은 해 11월 28일부터 금요일 밤 9시 55분으로 돌아왔지만 타방송사 단막극과 코미디 프로로 경쟁하려는 시청률 장사 속셈이란 지적을 사야 했다.
아무튼, 이 때는 아직 주 5일 근무 제도가 도입되기 전이라 토요일에도 출근을 해야했기 때문에 해당 시간대가 반 심야시간대 취급을 받았기에 가능했던 일이다. 방송순서고지는 당시 최은경(21기) 前 아나운서가 했는데, 초기에는 김미화, 서세원이 진행하였다가, 서세원이 스케줄 문제로 잠시 서수남이 진행을 맡기도 했었다가 하차한 후 1998년 1월 23일부터 최양락이 합류하였다. 프로그램의 모토가 성인코미디였기에, 검열삭제적 내용이 많이 포함되었다. 진행자인 김미화와 서세원, 최양락이 거의 모든 프로그램에 주연을 맡았으며, 그 외에 다른 찬조출연자들이 이를 보조했다. 유재석이 무명시절에 남편은 베짱이 코너를 통해 이름을 다소 알렸고 심현섭, 박준형, 박성호, 김영철, 김대희, 김준호, 임혁필 등도 또한 이 프로그램을 통해 데뷔했다. 그리고 이들은 아시다시피 이 프로에서 인지도를 높여 개그콘서트의 초창기 멤버로 활동하게 된다. 사실상 개그콘서트라는 최고 인기 코미디 프로그램이 만들어지는데 큰 밑거름을 한 프로그램. 최양락이 개인사정으로 하차하면서(1994년 4월 24일 첫 회부터 진행을 맡아 온 SBS 좋은 친구들을 같은 해 가을개편 때 타의로 그만둔 충격이 컸고 이 과정에서 최양락은 호주 유학을 떠났다.) 김미화도 타의로 그만둔 뒤 프로그램 자체가 중심을 잃고 갈팡질팡하다가 이렇게 되자 KBS는 후속작으로 줄곧 MBC에서 활동해 온 이경규와 자사 개그콘서트의 스타 심현섭을 공동 MC로 내세운 <이경규 심현섭의 행복남녀>를 신설했으나 일본 프로그램 표절 시비에 휘말려 결국 5개월 만에 조기 종영되는 수모를 당했고 대체 프로그램으로 1TV에서 방영되어왔던 시사교양 프로그램 VJ특공대를 이동 편성했다. 종영을 부른 요인으로는 지주였던 두 개그맨들의 긴 공백기도 있었지만, 또다른 큰 요인으로는 언급한대로 이 프로그램으로 인지도를 쌓은 젊은 개그맨들이 개그콘서트에서 너무 커 버렸기 때문. 이 프로에서 젊은 개그맨들은 어디까지나 대선배들이 있었기 때문에 상대적으로 '조연' 이었고, 그 때문에 자신들이 짠 아이디어를 '처음'으로 보여주는 무대가 개그콘서트가 되었기 때문에 이 프로그램에서 보여주었던 그들의 개그는 점점 상대적으로 이미 前 주에 했던 '뒷북 개그' 가 될 수 밖에 없었던 데다가 개그콘서트의 대성공으로 '공개 코미디' 가 대세가 되면서 정통 코미디 프로였던 코미디 세상만사는 점점 '과거의 유물' 같은 느낌이 될 수 밖에 없었다. --호랑이 새끼들을 키웠어--
1999년 9월 3일부터 최양락, 김미화의 복귀와 함께 정통 코미디로 포맷을 바꿨으나, 라이벌 프로인 SBS 기분 좋은 밤 때문에 시청률이 갈수록 하락하자 2000년 4월 28일 종영되었는데 이 시기에는 1992년 3월 SBS로 이적한 뒤 '개밥그릇'이란 별칭을 얻었지만 IMF가 터지면서 코미디가 구조조정되어 설 자리를 잃었던 KBS 4기(1986년) 출신 곽재문, 1991년 10월 SBS 이적 후 '랄랄라 선생님'으로 주가를 올렸으나 IMF가 터지면서 코미디가 구조조정되어 설 자리를 잃기도 한 KBS 5기(1987년) 출신 최형만이 해당 프로그램을 통해 친정 KBS 복귀를 하기도 했다. 사실 이 프로그램의 진정한 가치는 코미디 프로라는 점 그 자체. 90년대 후반 이후 버라이어티 프로그램의 인기로 꽁트 코미디의 인기가 하락하자 다른 코미디프로들이 줄줄이 폐지되는 와중에 혼자 꿋꿋이 존속했다는 점으로 90년대 후반에는 방송 3사 유일의 코미디 프로그램이었다. 덕분에 KBS는 우리는 코미디 프로 시작 이후 한번도 중단한 적 없음이라고 자신있게 말 할 수 있게 됐다. 방청객들의 웃음소리를 들어보면 이들 대부분이 아줌마들이라는 걸 바로 알 수 있었다. 코미디 프로인만큼 대부분의 출연진이 개그맨들이었지만, 전원주, 최란, 천호진, 권은아, 강남길, 이영범, 김형일, 윤철형 등 중견배우들도 출연했다. 개그맨들과 배우들이 함께 어우러지는 희극 연기도 꽤 볼 만 했던 프로그램.

## 주요 코너
- 이 밤의 끝을 잡고 : 일종의 코믹 토크쇼로, 무릎팍도사의 원조이다. 김미화가 매주 다른 남자연예인들을 남편으로 맞아 안부 및 근황을 묻는 방식이다. 도중에 서세원이 옆집 새댁 등으로 벽을 뚫고 등장한다[14].
- 별꼴 부부 : 김미화가 아내, 서세원이 남편으로 등장하는 개그물인데, 극중에서 서세원은 김미화에게 허니, 김미화는 서세원에게 꿀물이라고 불린다. "아이 부끄러워라~"라는 멘트가 유행이었으며, 서세원과 김미화가 서로의 사랑에 관해 닭살돋는 개그를 하지만, 중간중간 서세원이 김미화에게 크게 혼쭐이 나는 장면도 있다. 극중의 서세원과 김미화는 앞니가 토끼이빨이나 쥐이빨같이 크게 가공되어서[15] 나오는데 이게 또 포인트. 어느 에피소드에서는 김미화가 서세원더러 밖에 나가서 양치질이나 하고 오라고 칫솔에 치약을 묻혀 내쫒는데, 다름아닌 칫솔이 화장실 닦는 큰 솔(...)
- 부부탐구 : 김미화가 무대에 비치된 더블침대 위에 이불을 덮고 앉아 관객들에게 현대의 가족사회에 대한 풍자를 들려주는 내용. 김미화 옆자리에는 항상 남편이 있지만 다 벗은 등짝만 보이고 엎드려 있어서 얼굴은 한번도 보여준 적이 없었다.(...) 다만 애드립인지는 몰라도 한번은 김미화가 남편이 엎드린 채로 모처럼 옳은 소리를 하자 급흥분해서 "이 기회에 남편 얼굴 좀 보여드립시다!"라면서 남편을 일으키려다가 필사적인 거절로 실패한 적도 있다. 관객들에게 얘기하다말고 중간에 각종 통계실험의 결과를 얘기할 때마다 이 등짝 위에 꼭 보드마카로 숫자를 쓰면서 강조하는 것이 포인트.
- 사미인곡 : 사우나에서 4명의 아줌마들이 수다를 떠는 내용. 서세원이 여기선 여장을 하고 아줌마로 출연했다. 서세원이 잠깐 하차한 때는 최양락이 여장을 했다. 전원주씨의 호탕한 웃음과 '남편한테 떼레뽕 때린다', '된장 뜨러간다 된장 뜨러가~' 노래 같은 유행어가 양산되었다. 서세원, 김미화, 김지선, 전원주, 최양락, 정선희, 최란, 권은아, 김형곤, 장미화 출연.
- 열받는 사람들 : 찜질방을 배경으로 한 코너로 매주 게스트를 초대해 이런 저런 이야기를 나누는 코너, 이경실[16], 이성미[17], 이경애, 유재석 출연. 99년 봄 개편 이전까지 방송된 '사미인곡' 코너와 포맷이 비슷

했던 데다 아줌마들의 수다가 여성 비하직 요소까지 얹었다는 혹평을 받아 1년을 넘기지 못한 것으로 추정된다.
- 술 권하는 사회 : 매주 포장마차에 모인 직장인들의 대화를 통해 힘든 시대를 살아가는 요즘 남성들의 애환을 다룬다. 김한국, 정명재, 이병진, 오성우 출연
- 천호동 블루스 : 천호진과 김미화가 부부로 출연하여 도시 서민의 애환을 표현한 작품
- 골목길 : 회사원 이용식이 술취해서 자기집 대문앞에서 특정 대상[19]을 비난하지만, 결국 밖으로 나온 부인에게 망신을 당한다는 내용. 노숙자로 출연한 이상태[20]의 특이한 걸음걸이가 인상적이었다.
- 순대국 형제 : 최양락과 유재석이 형제로 나오는 코너. 유재석이 항상 형의 순대국 비법을 훔쳐내려고 노력한다. 참고로 코너 중에 유재석의 부인으로 나오는 팽현숙은 실제로 최양락의 부인[21]. 한편, 해당 코너는 최양락이 98년 가을개편 때 빠지면서 자연스럽게 막을 내렸다.
- 남편은 베짱이 : 무명시절의 유재석이 네임드로 성장하는 기반이 된 코너 중 하나로, 여기서 유재석이 둘리춤을 처음으로 선보이기도 했다. 이 코너에서 니트+백수 남편으로 등장하는 유재석은 아내에게 바가지를 긁히면서도 일하면 진다는 정신으로 꿋꿋히 무직 생활을 버텨나간다. 아내 역할은 이경화라는 개그우먼이다. 이벤트성 에피소드에서 유재석의 장인어른으로는 이상해씨가 나왔고 여기서 '쾌지나 칭칭나네' 노래로 드립아닌 드립으로 유행어 밀기에 힘쓰셨다. 그리고 아내의 여동생은 당시 신인 개그우먼이었던 송은이다. 이후에 후속(?)격으로 '아내는 외출중'이라는 코너가 나오기도 했다. ~~하지만 유재석은 베짱이가 아니라 메뚜기다.~~
- 귀농일기 : 유머 일번지 괜찮아유 코너의 후속격이다. 귀농을 위해 농부 김학래의 집에 세들어온 유재석 부부의 에피소드가 주 내용.
- 어린왕자 : 유머 일번지의 "동궁마마는 아무도 못말려" 코너의 어레인지격. 심형래와 심현섭이 왕세자로 출연하는 코너인데 99년 11월 시작됐다. 조선시대를 배경으로 했으며, 조정이 심형래파와 심현섭파로 나뉘어 당쟁을 하는 내용이다. 여기서도 심형래는 얼빠진 세자 컨셉을 하고 있다.
- 사랑의 삼행시 : 엄용수, 함소원, 유재석이 진행한 코너이다. 일반인들을 섭외하여 거리인터뷰를 하며 부인 또는 애인에게 사랑을 담은 삼행시를 짓게 한다. 김영철,김대희가 방랑시인 김삿갓으로 나와 활약한 코너.
- 수다맨 : ~~개콘의 수다맨은 아니다~~ 토크박스와 비슷한 형식으로 개그맨들이 어떤 주제를 가지고 토크배틀을 벌이며 메이저리그 팀과 마이너리그 팀으로 나뉘고 99년 가을부터 신설됐다. 이 코너에서는 김미화가 메인 MC로 활약했으며,당시 신인이었던 신영일 아나운서는 보조MC 역할을 했었다.
- 부자삼대 : 99년 9월 초 신설되었으며 사라져 가는 효의 의미와 우리 시대 아버지들의 사랑을 담은 코너. 최양락 최형만 이병진 출연.
- 어촌일기 : 99년 9월 초부터 신설된 서해안을 배경으로 한 코너. 최양락 곽재문 김지선 윤용현 등 출연.
- 넘버투 : 최양락, 김미화, 김영철 출연. 최양락은 매우 가부장적인 아버지로 김미화와 김영철은 아버지의 말에 절대복종하는 아내와 아들로 나온다. 권위주의적인 아버지 최양락이 가족들 위에 군림하며 허세를 부리지만 잠자리에 들면 50초 후에 김미화가 다시 불을 켜고 남편 최양락을 마구 폭행하며 복수하고 최양락이 끝까지 묵직한 톤으로 "여보, 미안해!"라고 외치는 게 포인트.
- 채무림 : 탤런트 임채무가 유흥업소 사장으로 출연해 온갖 허세를 떠는 코너다. 임채무의 휴대폰 진동 연기가 포인트다.

## 역대 진행자
- 제1대 MC : 서세원, 김미화
- 제2대 MC : 최양락, 김미화
- 제3대 MC : 최양락, 권은아, 강남길

## 참고 사항
- 해당 프로그램과 1998년 10월 16일부터 2000년 4월 28일까지 경쟁했던 SBS 기분 좋은 밤은 첫 회(98년 10월 16일)부터 메인 MC로 활동해 온 신동엽이 1999년 12월 8일 대마초를 피운 혐의로 구속되자 같은 달 10일 불방됐으며[22] 그 이후 게스트 진행자 체제로 꾸며오다가 박수홍이 2000년 2월 4일부터 새 MC로 투입되었는데 공교롭게도 박수홍은 당시 기분 좋은 밤과 경쟁해 온 <코미디 세상만사>에 1999년 9월 3일부터 출연진 형식으로 복귀한 최양락의 뒤를 이어 1998년 10월 25일부터 SBS 좋은 친구들 메인 진행자를 맡아왔다.
- 동시간대 SBS TV 《기분좋은 밤》 때문에 하락세를 면치 못하자, 2000년 봄 개편으로 막을 내렸다.

## 결방
- 1995년 12월 29일 - 《코미디 대축제》편성[23]
- 1997년 11월 16일 - 9시 40분부터 프랑스 월드컵 아시아 최종예선 《일본 VS 이란》 중계 편성에 따라 《TV쇼 진품명품》이 4시 40분, 《슈퍼선데이》가 5시 35분, 《파랑새는 있다》가 7시 35분, 《KBS 스포츠뉴스》가 8시 25분, 《추적 60분》이 8시 40분으로 이동하여 《아씨》와 동시 결방
- 1998년 1월 2일 - 신년특선영화 《아웃브레이크》편성[24]
- 1998년 6월 12일 - 9시 30분부터 프랑스 월드컵 《파라과이 VS 불가리아》중계 편성[25]
- 1999년 1월 1일 - 신년특선영화 《언더시즈 2》편성[26]
- 1999년 9월 24일 - 8시부터 추석특집 《개그비전송 페스티벌》편성에 따라 《TV는 사랑을 싣고》가 9시 35분으로 이동하여 결방
- 1999년 12월 24일 - 성탄특선영화 《총알 탄 사나이》편성[27]
- 1999년 12월 31일 - 9시 20분부터 《KBS 연기대상》1~2부 편성에 따라 《TV는 사랑을 싣고》는 8시로 이동했으며 이 때문에 결방
- 2000년 2월 4일 - 9시 20분부터 설 특집 드라마 《오천씨의 비밀번호》편성에 따라[28] 《TV는 사랑을 싣고》는 8시 20분으로 이동했으며 이 때문에 결방
- 2000년 3월 17일 - 파일럿 《이경규 심현섭의 나이트쇼》편성[29]
- 2000년 3월 24일 - 파일럿 《야!한밤에》편성[30]
- 2000년 3월 31일 - 파일럿 《접속 해피타임》편성[31]

## 시간대 변경
- 1996년 12월 29일 - 송년특집 2부작 드라마 《겨울의 향기》편성에 따라[32] 11시 5분으로 이동
- 1997년 2월 9일 - 특선영화 《스피드》편성에 따라[33] 11시 15분으로 이동
- 1998년 11월 13일 - 8시 25분부터 위성중계 《한중 축구대표경기》 편성[34]에 따라 10시 30분으로 이동